# Christoph Amberger

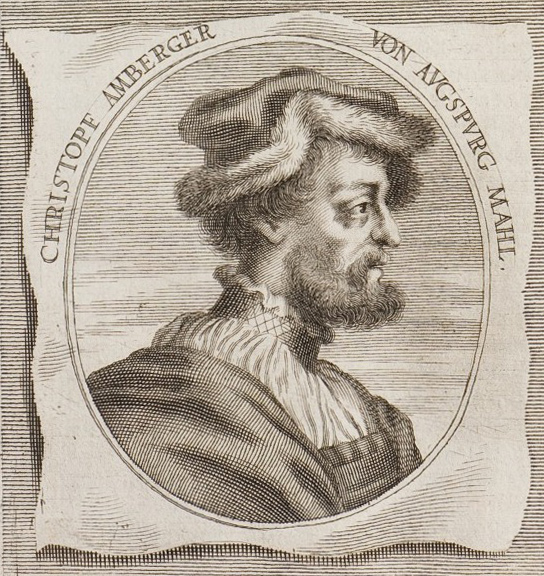
Christoph Amberger.

Christoph Amberger (Augsburgo, h. 1500 - ib., 1561 o 1562) fue un pintor alemán.
Fue aceptado en 1530 en el gremio de pintores de Augsburgo, donde estuvo activo hasta su muerte, preferentemente como retratista. No se conoce con seguridad quién pudo ser su maestro, aunque algunos expertos apuntan al ilustrador Leonhard Beck.
Se conservan de él una serie de retratos de sus más importantes contemporáneos que se distinguen por su cuidado y amplio tratamiento, tales como los del césar Carlos V (1532; Gemäldegalerie de Berlín), Jorge de Frundsberg, Konrad Peutinger (1543), de las familias Fugger y Welser o el del cosmógrafo Sebastian Münster (h. 1552; igualmente conservado en el citado museo de Berlín). En 1548 tuvo un encuentro con Tiziano y se cuenta que restauró un famoso cuadro de este (Carlos V a caballo en Mühlberg), dañado mientras se secaba. 
Su trabajo más importante probablemente sea el retablo del altar mayor de la catedral de Augsburgo.
En Madrid, el Museo Thyssen-Bornemisza cuenta con una muestra de su producción de notable calidad, el Retrato de Matthäus Schwartz (1543), quien fue contable de los banqueros Fugger. Sendos retratos de Fadrique Álvarez de Toledo, II duque de Alba y de su esposa, Isabel de Zúñiga y Pimentel, atribuidos a Amberger, se conservan en el Palacio de Liria. El Museo del Prado posee una pareja de retratos identificados como El orfebre de Augsburgo Jörg Zorer, de 41 años y su esposa, de 28 años (1531), procedentes ambos de la colección de Isabel de Farnesio e inventariados en el Palacio de la Granja en 1746.